# Монахов, Валентин Николаевич
Валенти́н Никола́евич Мона́хов (12 июля 1932, Рыково, Донецкой обл. — 18 октября 2006, Новосибирск) — советский и российский математик, механик. Специалист в области гидродинамики, теории фильтрации многофазных жидкостей, математической физики. Академик Российской академии наук (2003; член-корреспондент c 1991), доктор физико-математических наук (1967), профессор (1968).

## Биография
Окончил физико-математический факультет (1955) и аспирантуру (1958) Казанского государственного университета. Работал там же: ассистент, старший преподаватель, доцент. Старший научный сотрудник специальной лаборатории (Казань, с 1964).
В Сибирском отделении АН с 1966 г.: старший научный сотрудник, зав. лабораторией краевых задач механики сплошных сред (с 1969) Института гидродинамики СО АН СССР (с 1981 года Институт гидродинамики им. М. А. Лаврентьева СО АН СССР (РАН)). Советник РАН (с 2004).
Преподаватель, зав. кафедрой теоретической механики (с 1966), декан механико-математического факультета (1969—1972) Новосибирского государственного университета, член Ученого Совета ММФ НГУ.
Профессор (1994—2006) Горно-Алтайского государственного университета. Председатель Научного совета СО АН СССР по проблемам образования (1970—1973).

## Научные интересы
В своих трудах исследовал классические методы решения задач со свободными границами для нелинейных моделей, возникающих в газовой динамике, нелинейной фильтрации и упругопластической среде. Монахов смог доказать корректность широкого класса таких задач. Задачи со свободными границами получили развитие в изучении квазиконформных отображений, осуществляемых решениями сильно нелинейных эллиптических, по М. А. Лаврентьеву, систем уравнений. Монахов смог найти иное, эквивалентное лаврентьевскому, определение, которое позволило доказать теорему о существовании отображений многосвязных областей, аналогичную теореме Римана, в результате решен ряд задач дозвуковой газовой динамики и нелинейной фильтрации. Разработал совместно с учениками метод изучения краевых задач на римановых поверхностях с конечным или бесконечным индексом (метод конечномерной аппроксимации), что нашло применение в гидродинамике.
Выполнил (совместно с учениками) значительный цикл исследований по построению и строгому математическому обоснованию различных моделей неоднородных по плотности, многокомпонентных и многофазных жидкостей, широко используемых в теории фильтрации, метеорологии, океанологии и гидрологии. Занимался изучением проблем сопряжения высокоскоростных потоков вязкой жидкости в скважинах и открытых руслах (каналах) с фильтрационными её потоками в окружающей среде. Сформулировал ряд новых моделей нефтяных пластов: фильтрации двух неоднородных жидкостей, образования в нефти пенообразной компоненты и т. д. На основе этих исследований под его руководством осуществлено решение прикладных задач о дегазации угольных и разработке нефтяных пластов, об околозвуковых течениях газа в соплах.

## Награды
- Орден Трудового Красного Знамени (1971),
- Медаль ордена «За заслуги перед Отечеством» II степени (2005)[2].

## Семья
Жена — Нила Валеевна Хуснутдинова (1933—2015), учёный в области математики и механики, доктор-физико-математических наук.

## Память
Похоронен на Южном (Чербузинском) кладбище Новосибирска